# Bát bộ chúng
Bát bộ chúng (zh. bābù zhòng 八部衆, ja. hachibuju) hay "Thiên long bát bộ chúng ", là tám loài hữu tình trong thần thoại Phật giáo. Là những vị thần có gốc từ hindu giáo. Trước kia họ hung ác, sau được Phật chuyển hoá thành những thần vật hộ trì phật pháp. 

## Bát bộ chúng

### Deva
1. Thiên (zh. 天, sa. deva) chúng: loài ở sáu cõi trời dục giới, bốn cõi trời sắc giới, bốn cõi trời vô sắc giới, thân mình có toả ánh hào quang. Đứng đầu Thiên Long bát bộ là Thiên. Thiên, cũng xưng là thiên nhân, chư thiên, thiên chúng, chủ yếu sống ở Dục Giới Lục Thiên (6 tầng trời cõi Dục) và Sắc Giới Chư Thiên (các tầng trời cõi Sắc) mà Phật giáo nói đến, đại thể tương đương với thiên thần mà Trung Thổ thường hay nói đến, bao gồm thiên vương Phạm Thiên, Đế Thích, Nam Tào, Bắc Đẩu... Theo ghi chép trong kinh Phật, thiên nhân thích Phật sự, thường hay cất lời tán thán, rải hoa tấu nhạc. Trong các bích họa Phật giáo liên quan, thường có thể nhìn thấy thiên nhân bay lượn, vây chung quanh Phật hoặc Bồ Tát.

### Naga
1. Long (zh. 龍, sa. nāga) chúng: vua loài rồng như Bát đại Long vương. Âm dịch Na Già, giống với rồng trong truyền thuyết Trung Hoa, nhưng rồng trong Phật giáo ban đầu là thân dài và không có chân, trên đỉnh đầu có mào hoặc một chiếc sừng, rất có thần lực, có thể làm mưa. Trong kinh Phật có danh xưng Ngũ Long Vương, Thất Long Vương, Bát Long Vương... Trong "Đại Trí Độ Luận" có ghi chép, đời trước của Đức Phật Thích Ca Mâu Ni cũng đã từng là Đại Lực Độc Long (ác long có sức mạnh to lớn), sau khi thọ giới, đã đi vào trong rừng tu hành. Có tên thợ săn ham muốn lớp da của rồng, liền lột lấy. Độc Long nguyên vốn có thể dễ dàng giết chết tên thợ săn này, nhưng vì trì giới, không còn luyến tiếc tấm thân này nữa, mặc cho người thợ săn lột lấy. Sau khi mất da, Độc Long bò xuống nước, lại nhẫn chịu đau đớn mặc cho sâu bọ ăn gặm. Độc Long phát nguyện sau khi trở thành Phật, sẽ dùng Phật Pháp độ hóa chúng sinh. Sau khi chết, con rồng này vãng sinh lên cõi trời Đao Lợi. Theo cách nói trong "Kinh Chánh Pháp Niệm Xứ", rồng cũng có phân thành thiện ác, rồng thiện là Hành Pháp Long Vương, có thể làm mưa đúng lúc khiến cho ngũ cốc chín đều. Rồng ác thì là Phi Hành Pháp Long Vương, có thể làm ra mưa xấu khiến ngũ cốc bị hư hại. Sự việc này cũng gần giống như thiện long, ác long được lưu truyền trong dân gian sau này. Hình tượng rồng trong các tác phẩm văn học từ thời Đường Tống đến nay thật ra chính là sự kết hợp giữa rồng trong Phật giáo với rồng vốn có của Trung thổ.

### Yaksa
1. Dạ-xoa (zh. 夜叉, sa. yakṣa) chúng: là các loài yêu thần, quỷ thần phi hành, đi như bay trong không gian. "Đại Trí Độ Luận" nói Dạ Xoa có ba loại: Địa Hành Dạ Xoa, thường có được các loại niềm vui, âm nhạc, ẩm thực. Hư Không Dạ Xoa, có sức mạnh lớn, đi lại như gió. Cung Điện Dạ Xoa, có các loại đồ chơi luôn mang bên thân. "Kinh Chú Duy Ma Cật" thì nói Dạ Xoa có ba loại là Địa Hành Dạ Xoa (những loài yêu thần trong đất), Hư Không Dạ Xoa (những loài yêu thần bay lượn trong hư không), Thiên Dạ Xoa (những loài yêu thần trên cõi trời). Dạ Xoa cũng phân thành thiện ác. Người thiện duy hộ Phật Pháp, kẻ ác có thể làm khổ chúng sinh, thường biến hóa thành bộ dạng xấu xí đầu lớn thân nhỏ, hoặc một đầu hai ba mặt, tay cầm đao, kiếm, kích... khiến người ta trông thấy phải run sợ, tiếp đó khiến người thấy thần trí mê man, rồi đoạt lấy khí tinh hoa, uống máu, ăn thịt nạn nhân. Đây cũng là hình tượng Dạ Xoa lưu truyền phổ biến nhất trong dân gian, thường được coi như là quỷ sai của âm phủ.

### Gandharva
1. Càn-thát-bà (zh. 乾闥婆, sa. gandharva) chúng: quỷ thần âm nhạc ở cõi trời Đế Thích. Lại gọi là Kiền Thát Bà, Ngạn Đạt Bà, là một loại Thần không ăn rượu thịt, chỉ tìm hương thơm làm thức ăn, cùng với Khẩn Na La phục vụ Đế Thích, là vị nhạc thần chuyên việc tấu nhạc ca hát. Về hình tướng, trong thần thoại có nhiều cách miêu tả về hình dáng của loại thần này. Có thuyết cho rằng, thần này trên thân có nhiều lông, nửa người nửa thú. Song lại có thuyết cho rằng thần này có hình dáng rất đẹp. "Bổ-đà-lạc Hải hội quỹ" ghi: Hình tượng Càn Thát Bà thân lộ màu da thịt, to lớn như trâu chúa, tay trái cầm sáo trúc, tay phải cầm bảo kiếm, đầy đủ tướng đại oai lực, trên đầu đội mũ tỏa ra ánh lửa. Có kinh văn lại cho biết thêm: Càn Thát Bà đầu đội mũ bát giác, thân thể màu đỏ... Ngoài ra, trong tranh ảnh, họ xuất hiện trong tư thế ngồi thư thái, với 12 con giáp vây quanh, tay phải cầm đinh ba, tay trái cầm phất trần, trên đầu có hào quang lửa. Càn Thát Bà lại là một trong ba mươi ba pháp tướng của Quan Âm Bồ Tát. "Càn Thát Bà" trong tiếng Phạn lại có ý là biến hóa khôn lường. Ấn Độ xưa gọi ảo ảnh là "Càn Thát Bà thành", trong kinh Phật thường dùng từ này để hình dung sự biến hóa vô thường của chư Pháp.

### Asura
1. A-tu-la (zh. 阿修羅, sa. asura) chúng: ác thần tính nóng nảy hung dữ, nam thì hình dung xấu xa nữ thì dung mạo rất đẹp. Còn được gọi là A Tố La, A Tu Luân, gọi tắt là Tu La. A Tu La nguyên là ác thần trong thần thoại Ấn Độ cổ. Trong Phật giáo, A Tu La cũng là vị thần tính cách nóng nảy, đàn ông xấu xí, phụ nữ xinh đẹp, bản tính hiếu chiến. Bởi A Tu La có mỹ nữ mà không háo ăn, chư Thiên thì thích ăn uống nhưng lại không có mỹ nữ, hai bên đố kỵ lẫn nhau, nên giữa hai bên thường xảy ra tranh đấu, kịch liệt vô cùng. Chúng ta thường hay gọi chiến trường tàn khốc nặng mùi máu tanh là "chiến trường Tu La", nguyên là bắt nguồn từ đây. Hình tượng của A Tu La cũng có nhiều loại, hoặc chín đầu nghìn mắt, trong miệng thổi ra lửa, chín trăm chín mươi cánh tay cùng với sáu chân, thân hình to lớn, hoặc là ba đầu sáu tay, mặt mày hung dữ, hở phần thân trên. Hang đá thứ 249 trong hang đá Mạc Cao ở Đôn Hoàng, A Tu La được vẽ vào thế kỷ thứ 6 thì là bốn tay hai chân, thân có màu đỏ, hơn nữa nửa thân trên để trần. Nó lại cùng với địa ngục, ngạ quỷ, súc sanh, người, trời hình thành lục đạo thế giới, là một trong số các nẻo luân hồi của chúng sinh.

### Garuda
1. Ca-lâu-la (zh. 迦樓羅, sa. garuda) chúng: chim cánh vàng (kim sí điểu). Cũng gọi Ca Lưu La, nguyên là Thần Điểu thể hình to lớn, tính tình hung bạo trong thần thoại Ấn Độ, đôi cánh hễ dang ra thì rộng đến hơn nghìn dặm, thậm chí hơn cả triệu dặm. Bởi đôi cánh của nó có màu vàng kim, vậy nên gọi là "Kim Sí Điểu". Nhưng trên thực tế, lông cánh của nó là do các loại bảo vật đan dệt mà thành, đủ loại diệu tướng, chứ không chỉ là màu vàng kim, vậy nên lại gọi là "Diệu Sí Điểu". Ca Lâu La lúc mới sinh ra, ánh hào quang lóa mắt, chư thiên đã từng nhầm lẫn tưởng rằng là Thiên Thần Lửa mà tiến hành lễ bái. Ca Lâu La thích ăn rồng, một ngày có thể ăn một Long vương và năm trăm con rồng nhỏ. Gió quạt ra từ đôi cánh của nó, nếu như vào mắt người, sẽ khiến người ta bị mù ngay.

### Kinnara
1. Khẩn-na-la (zh. 緊那羅, sa. kinnara) chúng: thần ca hát của trời Đế Thích, chẳng phải người chẳng phải không phải thần (mình người đầu có sừng); Lại gọi là Khẩn Nại Lạc, Chân Đà La, về sau lại dịch là Nhạc Thần, Thần Ca nhạc, Âm nhạc Thiên. Bởi vì Khẩn Na La giống người nhưng có sừng, lại gọi là "nhân phi nhân", nó xuất phát từ thần thoại Ấn Độ. Trong kinh Phật, nó có âm thanh mỹ diệu, giỏi múa hát, là nhạc thần của Đế Thích, thường hay xuất hiện trong Pháp hội thuyết giảng Phật Pháp của Phật. Trong kinh Phật nói, Khẩn Na La nam thì đầu ngựa mình người, giỏi ca hát, nữ thì đoan trang múa rất đẹp, hơn nữa đa số là kết hôn với Càn Thát Bà.

### Mahoraga
1. Ma-hầu-la-già (zh. 摩睺羅迦, sa. mahoraga) chúng: rắn thần, vua các loài rắn. Ma Hầu La Già, lại được gọi là Ma Hộ La Nga, Ma Phục Lặc, ý dịch là Địa Long, Đại Mãng Thần, Đại Mãng Xà. Ma Hầu La Già cũng thuộc về Nhạc Thần, hình dáng của nó là mình người đầu rắn. Trong kinh Phật nói trong thân thể nó có rất nhiều trùng độc rúc rỉa ăn thịt, đau đớn vô cùng. Trong giải thích kinh Phật, "Ma Hầu La Già là thần rắn, mình người đầu rắn", giải thích ở phần trước trong kinh Lăng Nghiêm có thêm phần sau: "Ma Hầu La Già, còn gọi là Đại Long hay Thần rắn; thuộc loại bò sát; vì ngu si độc ác nên tự chiêu mời rắc rối, đần độn vô tri, muốn thoát luân hồi nên đã tu luyện từ bi trí huệ, vãn hồi hậu quả gây ra, thoát được luân hồi". Điều này nói lên rằng, Ma Hầu La Già là Địa Long đối ứng với Thiên Long, nguyên là loài bò sát, nhưng bởi "đần độn vô tri" mà trái lại có thể "thoát khỏi luân hồi, tu luyện từ bi trí huệ", cuối cùng cứu vãn được tiền căn, thoát khỏi xác thân bò sát, thay da đổi thịt.

## Trong văn hoá đại chúng
Tác phẩm Thiên long bát bộ của nhà văn Kim Dung xây dựng nhân vật cũng như lấy tên tác phẩm theo Bát bộ chúng.